# Lista de romanizações ISO
Lista de ISO Standards s para transliteração e transcrições (ou  romanização):
- ISO 9 — Cirílico
- ISO 233 — Árabe
- ISO 259 — Hebraico
- ISO 843 — Grego
- ISO 3602 — Japonês
- ISO 7098 — Chinês
- ISO 9984 — Georgiano
- ISO 9985 — Armênio
- ISO 11940 — Thai
- ISO 11941 — Coreano (sistemas diferentes para a Coréia do Norte e do Sul)
- ISO 15919 — Indic scripts